# دمونوید

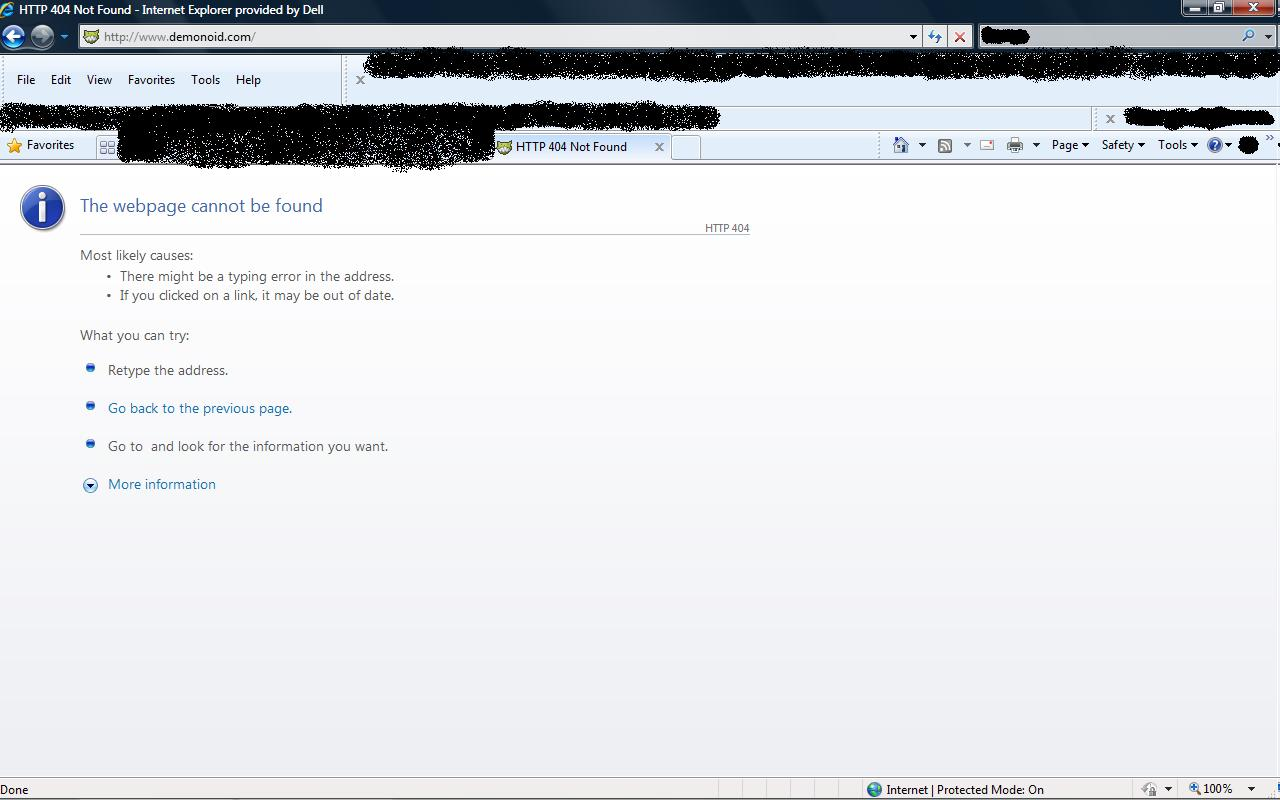
تصویر سایت زمانی که بسته شده بود.

دمونوید یک وب‌سایت اشتراک فایل غنی بر مبنای پروتکل بیت‌تورنت است که مدتی بخاطر رعایت نکردن قانون کپی رایت آفلاین گردیده و مجدداً توسط تیم قبلی ولی قویتر راه اندازی شد